# HD DVD
HD DVD (engl. High Density DVD, High-Definition DVD ili High Definition Digital Video Disc) je vrlo gusti format zapisivanja na optičke diskove stvoren za visoko-kvalitetni video i podatke. Toshiba, tvorac HD DVD formata je 19. veljače 2008. godine javno objavila da tvrtka više neće razvijati, proizvoditi ni prodavati HD DVD snimače i rekordere, te tako okončava rat optičkih formata visoke definicije, priznajući poraz pred konkurentskom Sonyjevom Blu-ray tehnologijom.

## Povijest
HD DVD standard je razvila grupa proizvođača potrošne elektronike i PC kompanija, predvođena Toshibom. 2003, DVD Forum je odlučio poduprijeti HD DVD (uz Blu-ray) kao nasljednika DVD-a. Na istom sastanku preimenovan je iz "Advanced Optical Disc" (AOD) u sadašnje ime.

## Fizičke karakteristike
Kapacitet HDDVD-a je 15GB, odnosno 30GB u slučaju dual layer-a. Toshiba je navjestila i format triple-layer kapaciteta 45 GB. HD DVD je unatrag kompatibilan s DVD-om, kao i Blu-ray.
Podatkovni sloj HD DVD-a je 0.6 mm ispod površine.

## Zaštita
Kako za Blu-ray Disc tako i za HD-DVD predviđena zaštita protiv nezakonitog umnožavanja je Advanced Access Content System (AACS) iz područja Digital Rights Managementa. Također se razmišlja o korištenju VEIL protukopirne zaštite. 

## Poveznice
Usporedba optičkih medija za pohranu podataka - Usporedba CDa, DVDa, HD-DVDa i Blu-ray Disca